# دیا (نرم‌افزار اوکراینی)
دیا یک برنامه تلفن همراه، پورتال وب و مارک تجاری دیجیتال در اوکراین است که توسط وزارت تحول دیجیتال اوکراین ساخته شده‌است.
دیااولین بار در سال ۲۰۱۹ ارائه شد و به‌طور رسمی در سال ۲۰۲۰ راه اندازی شد.] این برنامه به شما امکان می‌دهد گواهینامه رانندگی، گذرنامه‌های داخلی و خارجی و سایر اسناد را در تلفن هوشمند خود ذخیره کنید، همچنین هنگام انتقال خدمات بانکی یا پستی، یا حتی رزرو، هتل وغیره از آن استفاده کنید. همچنین از طریق دیا (برنامه و / یا پورتال) می‌توانید خدماتی از قبیل ای بی (خدمات جامع هنگام تولد کودک)، ثبت نام تجاری و مالکیت انفرادی بصورت آنلاین، پرداخت مالیات و اعلامیه‌های پرونده، امضای هرگونه اسناد، تغییر مکان ثبت نام و موارد دیگراستفاده کنید. قرار است ۱۰۰٪ خدمات عمومی تا سال ۲۰۲۴ همراه با این نرم‌افزار انجام شود. بیش از ۱۰ میلیون نفر در حال حاضر از این برنامه استفاده می‌کنند.

## تاریخچه
در تاریخ ۲۷ سپتامبر ۲۰۱۹، وزارت تحول دیجیتال اوکراین (مینسیفرا) به همراه Fedoriv و Spiilka design büro نام تجاری دیجیتال "Action" را ارائه دادند. وزیر تحول دیجیتال میخائیل فدوروف از راه اندازی یک وب سایت و خدمات برای به دست آوردن خدمات عمومی به صورت آنلاین خبر داد. وزیر گفت که اولین خدمات تا پایان سال ۲۰۱۹ در دسترس خواهد بود و تا سال ۲۰۲۲ ۱۰۰٪ خدمات عمومی بصورت آنلاین در دسترس خواهد بود.

### برنامه و پورتال اقدام
دیا برای اولین بار در تاریخ ۲۷ سپتامبر ۲۰۱۹ توسط وزارت تحول دیجیتال اوکراین به عنوان برند کشوراوکراین در یک پروژه تلفن هوشمند ارائه شد. معاون نخست‌وزیر و وزیر تحول دیجیتال، میخایلو فدوروف از ایجاد یک برنامه تلفن همراه و یک پورتال وب خبر داد که می‌تواند تمام خدمات ارائه شده توسط دولت به شهروندان و مشاغل را در یک نرم‌افزار جا دهد. به منظور دسترسی، به گواهینامه رانندگی و پاسپورت فنی، و همچنین به عنوان با استفاده از شناسایی می‌شود لازم بود BankID سیستم در Privat24 یا برنامه‌های کاربردی monobank استفاده شود. اسناد توسط پلیس با استفاده از کد QR تأیید می‌شود. در یک و نیم ماه آزمایش بتا از این برنامه، وزارت آموزش و پرورش درخواست‌هایی را از ۵۸۰۰۰ راننده دریافت کرد که از این تعداد ۳۲٫۵ هزار نفر در تست بتا عمومی شرکت کردند.
در ۶ فوریه سال ۲۰۲۰، برنامه تلفن همراه دیا رسماً راه اندازی شد. در حین ارائه، ولدیمیر زلنسکی، رئیس‌جمهور اوکراین گفت که ۹ میلیون اوکراینی اکنون به گواهینامه رانندگی و اسناد ثبت نام خودرو در تلفن‌های خود دسترسی دارند، در حالی که نخست‌وزیر اولکسی هونچاروک اجرای این قانون را برای همه شهروندان و اجرای ان توسط دولت در یک پروژه تلفن هوشمند را در اولویت قرار داد.
دو ماه پس از راه اندازی برنامه، ۲ میلیون و ۲۵ هزار بارگیری شد. کاربران
در تاریخ ۲ آوریل، پورتال خدمات عمومی Diya راه اندازی شد، جایی که ۲۷ سرویس عمومی از قبل می‌توانستند به صورت آنلاین دریافت شوند.
در ماه آوریل، برنامه Digital شامل کارت دانشجویی دیجیتال و نسخه‌های الکترونیکی کارت شناسایی و گذرنامه بیومتریک خارجی.
در تاریخ ۲ ژوئن، برنامه تنظیمات را به روز کرد و یک اسکنر QR برای آسان خواندن و تأیید اسناد اضافه کرد.

### اقدام ۲٫۰
در ۵ اکتبر سال ۲۰۲۰، وزارت دارایی یک سخنرانی "اجلاس دییاً برگزار کرد، که به روز رسانی گسترده‌ای از اقدام ("اقدام ۲٫۰") - خدمات الکترونیکی جدید در برنامه و در پورتال را ارائه داد. رئیس‌جمهور ولدیمیر زلنسکی در سخنرانی خود گفت که «اوکراین پیوستن به رژیم کاغذ با کاهش کاغذ را از سال آینده آغاز خواهد کرد، زمانی که مقامات عمومی درخواست گواهی کاغذ یا سایر اسناد را از شهروندان برای به دست آوردن خدمات عمومی متوقف می‌کنند.»
از ۸ تا ۱۵ دسامبر، مینسیفری برای جستجوی آسیب‌پذیری‌ها و اشکالات در برنامه عمل، باگ بانت انجام داد. در طول فرایند باگبی دو اشکال فنی سطح پایین پیدا شد، اما هیچ آسیب‌پذیری قابل توجهی شناسایی نشد.
تا پایان سال ۲۰۲۰، ۶ میلیون اوکراینی از این برنامه استفاده کرده‌اند، که بیش از ۲٫۶ میلیون نفر از نسخه به روز شده استفاده کرده‌اند. این برنامه به ۹ سند و ۳ سرویس دسترسی داشت. ۵۰ سرویس عمومی قبلاً در پورتال Action در دسترس بود.
در تاریخ ۳۰ مارس ۲۰۲۱، رادای Verkhovna Rada اوکراین قانونی را تصویب کرد که طبق آن می‌توان از ۲۳ اوت ۲۰۲۱ از گذرنامه‌های الکترونیکی در عمل استفاده کرد. به گفته وزیر تحول دیجیتال میخایلو فدوروف، اوکراین به اولین کشور در جهان تبدیل شده‌است که در آن گذرنامه‌های الکترونیکی همان قدرت مشابه قانونی را دارند.
صبح ۳۰ آوریل ۲۰۲۱، یک شکست گسترده در کار ارائه دهنده میزبانی DeNovo رخ داد، که به عمل عمل می‌کرد، به همین دلیل برنامه و پورتال Action چندین ساعت کار نکردند.

### اجلاس دیبا ۲٫۰
۱۷ مه ۲۰۲۱ در چارچوب مجمع همه اوکراینی "اوکراین ۳۰. دیجیتالی شدن "دومین اجلاس دیایا (" اجلاس دیایا ۲٫۰ "یاً اجلاس سران دییا بهار ۲۰۲۱ ") بود که به روزرسانی گسترده‌ای از اقدام ارائه داد. در میان خدمات جدید امکان تغییر ثبت نام آنلاین، ثبت نام خودکار افراد خصوصی، پرداخت مالیات و اظهارنامه، اقدام ارائه شده‌است. امضا، مجوز با استفاده از برنامه کارت شناسایی به تلفن هوشمند (مجوز NFC)، کد QR استاتیک و غیره همچنین در این اجلاس، رئیس‌جمهور اوکراین ولدیمیر زلنسکی اعلام کرد که اوکراین از اوایل ۲۴ اوت ۲۰۲۱ وارد رژیم بدون کاغذ خواهد شد. - به سی امین سالگرد استقلال اوکراین. رئیس‌جمهور همچنین تأکید کرد که ایجاد یک کشور دیجیتال یکی از م componentلفه‌های مهم امنیت ملی است، و نخست‌وزیر دنیس شمیگال اثر اقتصادی قابل توجهی را که توسعه اقتصاد دیجیتال باید ایجاد کند، یادآور شد. علاوه بر این، در طی اجلاس Diia Summit 2.0 اعلام شد که مرحله جدیدی از حشره دار با صندوق جایزه ۱ میلیون UAH اعلام شده‌است. این بار مسابقه باز خواهد بود و ۶ ماه طول خواهد کشید.

## کاربرد

### گواهینامه رانندگی
همچنین از دیگر خدمات دیا گواهینامه رانندگی دیجیتالی است که به کاربران اجازه می‌دهد بدون گواهینامه رانندگی فیزیکی رانندگی کنند و پلیس گشت - در صورت درخواست آنلاین از ثبت نام، اسناد و هویت راننده را بررسی کند. اوکراین به یکی از ۱۰ کشور جهان تبدیل شده‌است که چنین خدماتی را ارائه داده‌اند. گواهینامه‌های الکترونیکی رانندگی و گواهی الکترونیکی ثبت نام وسیله نقلیه نسخه دیجیتالی اسناد هستند و نه گزینه‌های جایگزین.
ثبت نام خودرو همزمان با گواهینامه رانندگی دیجیتال در برنامه دیا اضافه شد..

### شناسنامه دیجیتالی دانشجویی
نیروی حقوقی این سند توسط قطعنامه ۱۰۵۱ تصمیم گیرانه کابینه و وزیران اوکراین از ۱۸ دسامبر ۲۰۱۹ تعیین شد [۳۰]. شناسه دانشجویی دیجیتال می‌تواند بر اساس اصل پلاستیکی شناسه دانشجویی استاندارد ایالتی در دیا نماین شود.

### گذرنامه‌های داخلی و بین‌المللی اوکراین
کارت شناسایی الکترونیکی و گذرنامه بیومتریک خارجی از ۲۲ آوریل ۲۰۲۰ موجود است.

### شناسنامه کودک
ااین بخش در برنامه تلفن همراه «دیا» تحت عنوان شناسنامه کودک وجود دارد وهر دو والدین می‌توانند در تلفن‌های هوشمند خود از آن استفاده کنند. یک سند الکترونیکی همان قدرت قانونی سند کاغذی را خواهد داشت. آدرس فعلی محل سکونت کودک همراه با گواهی در برنامه نمایش داده می‌شود.

## پورتال وب
تا پایان سال ۲۰۲۰، ۵۰ سرویس عمومی از قبل در پورتال در دسترس بود.] اولین سرویس‌هایی که با مالکیت انحصاری در دسترس قرار گرفتند (افتتاح، بستن، ایجاد تغییرات). از ۲۴ آوریل، این سرویس برای وضعیت بیکاری در دسترس قرار گرفت.

### راهنمای خدمات عمومی
در تاریخ ۲۷ آگوست سال ۲۰۲۰، راهنمای خدمات عمومی راه اندازی شد، یک پورتال رسمی اطلاع‌رسانی آنلاین در مورد کلیه خدمات و خدمات عمومی در اوکراین که توسط دولت‌های اجرایی و محلی ارائه می‌شود. این شامل اطلاعات کامل و قابل اعتماد در مورد ۱۰۰۰ سرویس است - در مورد مکان، روش، مدت، هزینه، نتایج دریافت خدمات، و همچنین اسناد لازم و نحوه درخواست تجدید نظر در نتایج آنها. راهنما در دو قالب داده باز: اکسل و جی سون در دسترس است. اطلاعات بر اساس حوزه فعالیت، بر اساس ۳۶ واقعه زندگی مرتب شده و به ۱۷ دسته تقسیم می‌شوند. از جمله محبوب‌ترین مقوله‌ها می‌توان به حمایت اجتماعی، شهروندی و مهاجرت، فعالیت‌های تجاری و اجتماعی، فعالیت‌های فکری، مالی و مالیات اشاره کرد.

### آموزش دیجیتال
خدمات آموزشی ذکر شده در دیا موجود است: مهارت‌های پایه دیجیتال، سواد دیجیتال برای معلمان، مجموعه‌های تلویزیونی برای والدین «ایمنی کودکان در اینترنت»، «تلفن هوشمند برای والدین»، «قرنطینه: خدمات آنلاین برای معلمان» و «تربیت بدنی دیجیتال برای دانش آموزان» با ستاره‌های ورزشی».

### کسب و کار
پورتالی برای کمک به مشاغل کوچک و متوسط است. این سایت برای کارآفرینان آینده و باتجربه است - ۱ فروشگاه با پاسخ به همه سوالات. این سیستم عامل اکنون در حالت آزمایشی در حال اجرا است. یک مرکز حمایت از کارآفرینان با یک منطقه مشاوره ای "اقدام. تجارت».

### تک فرزندی
این پروژه اجازه می‌دهد تا ۱۰ سرویس دولتی مربوط به تولد کودک را همزمان با یک برنامه در بیمارستان زایمان دریافت کنید. به‌طور خاص، می‌توانید تولد کودک و محل زندگی آن را ثبت کنید، در هنگام تولد درخواست کمک مالی کنید، کودک را در سیستم الکترونیکی مراقبت‌های بهداشتی ثبت کنید، گواهی والدین و کودک را از یک خانواده بزرگ دریافت کنید و غیره.
این روش باید تعداد مراجعه به مقامات و تعداد اسناد مورد نیاز را کاهش دهد.
در تاریخ ۳ ژانویه، این سرویس در خارکف راه اندازی شد.

## شهر دیا
اکشن سیتی یک منطقه ویژه اقتصادی مجازی با قوانین انگلیس است که باعث جذب سرمایه‌گذاری خارجی در اوکراین و ساده‌سازی شرایط برای تجارت در اوکراین می‌شود. اکشن سیتی همچنین ایجاد یک فضای خودگردان و مالیاتی می‌شود.

## مقامات مرتبط

### وزارت تحولات دیجیتالی
این پروژه توسط وزارت تحولات دیجیتال اوکراین اداره می‌شود و برای مدت طولانی، وزارت آموزش و پرورش، وزارت توسعه منطقه ای، دبیرخانه کابینه وزیران و غیره مسئولیت که شکل‌گیری سیاست توسعه دیجیتال اوکراین را بر عهده داشتند سیاست گذاران فاقد قدرت ترویج تحول دیجیتالی بودند.

### کمیته تحول دیجیتال
کمیته تحول دیجیتال ورخوونا رودا در ۲۹ اوت ۲۰۱۹ ایجاد شد تا یک چارچوب قانونی در زمینه دیجیتال سازی ارائه دهد. از جمله وظایف اصلی کمیته - توسعه جامعه دیجیتال در اوکراین، تحریک نوآوری‌ها در زمینه کارآفرینی دیجیتال، فراهم آوردن شرایط برای توسعه تجارت الکترونیکی، ایجاد مراکز تحقیقاتی فناوری دیجیتال، معرفی دولت الکترونیکی، دموکراسی الکترونیکی، شناسایی دیجیتال و غیره است.

## همچنین
- سیستم تعامل الکترونیکی منابع اطلاعات الکترونیکی دولتی "Trembita"